# Стієнги
Стієнги (в'єт. Xtiêng) — народ у В'єтнамі та Камбоджі, належить до числа гірських кхмерів.
Поділяються на дві основні групи — було (Bu Lo, північні або верхні стієнги) та будег (Bu Deh, південні або нижні стієнги).
Стієнги мають темний колір обличчя, хвилясте волосся, широкі брови, прямий ніс і середній зріст.

## Розселення і чисельність
Живуть мішано з іншими народами: в'єтнамцями, кого, мнонгами, тямами, кхмерами.
У В'єтнамі більшість стієнгів живе в провінції Біньфиок, переважно в її південно-східних повітах Фиоклонг (в'єт. Phước Long), Біньлонг (в'єт. Bình Long), Локнінь (в'єт. Lộc Ninh) та Донгфу (в'єт. Đồng Phú).
Чисельність стієнгів у В'єтнамі, за даними перепису населення 2009 року, становила 85 436 осіб, у тому числі в провінції Біньфиок 81 708 осіб (9,35 % населення). Невеликі групи проживали в провінціях Тейнінь — 1 654 особи, Донгнай — 1 269 осіб та Ламдонг — 380 осіб.
Етнічний масив стієнгів переходить також на інший бік в'єтнамсько-камбоджійського кордону, де вони живуть у провінціях Кратьє та Мондулкірі. Більшість їх розселено в окрузі Снуол (провінція Кратьє).
Загальна чисельність стієнгів у Камбоджі становить 6 540 осіб (2009, UNSD). Про територіальний розподіл народу на території цієї країни говорять дані 1998 року, тоді в п'яти північно-східних провінціях проживало 2 149 стієнгів, в тому числі 1 612 осіб у провінції Кратьє, 536 осіб у провінції Мондулкірі.
Камбоджійські стієнги належать до групи було.

## Мова
Стієнзька мова належить до південнобанарської групи мон-кхмерської гілки австроазійської мовної сім'ї. Близькими до них за мовою є мнонги, ма, кого (сре).
Діалекти будег-стієнг та було-стієнг сильно відрізняються між собою). Іноді їх вважають двома окремими мовами.
Стієнги живуть у тісному контакті з іншими народами, тому багато їх володіє в'єтнамською, кхмерською та чамською мовами. Проте в повсякденному спілкуванні домінує рідна мова.
Для стієнзької мови була створена писемність на основі латинської абетки, створені словники, перекладені окремі розділи Біблії. Стієнзькою ведеться мовлення на радіо.
У шкільному навчанні стієнзька мова не використовується. Стієнги навчають в'єтнамською у В'єтнамі та кхмерською в Камбоджі. Рівень писемності серед них невисокий.

## Історія
Стієнги вважаються корінними жителями регіону. На думку багатьох дослідників, вони вже тисячі років населяють великі території, розташовані на південь від Центрального нагір'я.
Упродовж французького колоніального правління в Індокитаї стієнги користувалися значною автономією. При встановленні постколоніальних кордонів межі розселення національних меншин не брались до уваги. Як результат, кордон між Камбоджею та В'єтнамом розрізав традиційні землі стієнгів. Сьогодні більшість представників народу мають родичів по інший бік в'єтнамсько-камбоджійського кордону.
Під час війни у В'єтнамі (1959—1975) район розселення стієнгів опинився в епіцентрі бойових дій. Майже кожна їх сім'я втратила когось у війні між США та В'єтнамом. У Камбоджі за правління червоних кхмерів (1975—1979) місцеві стієнги зазнавали репресій і переслідувань, їх сприймали за американських шпигунів.

## Господарство

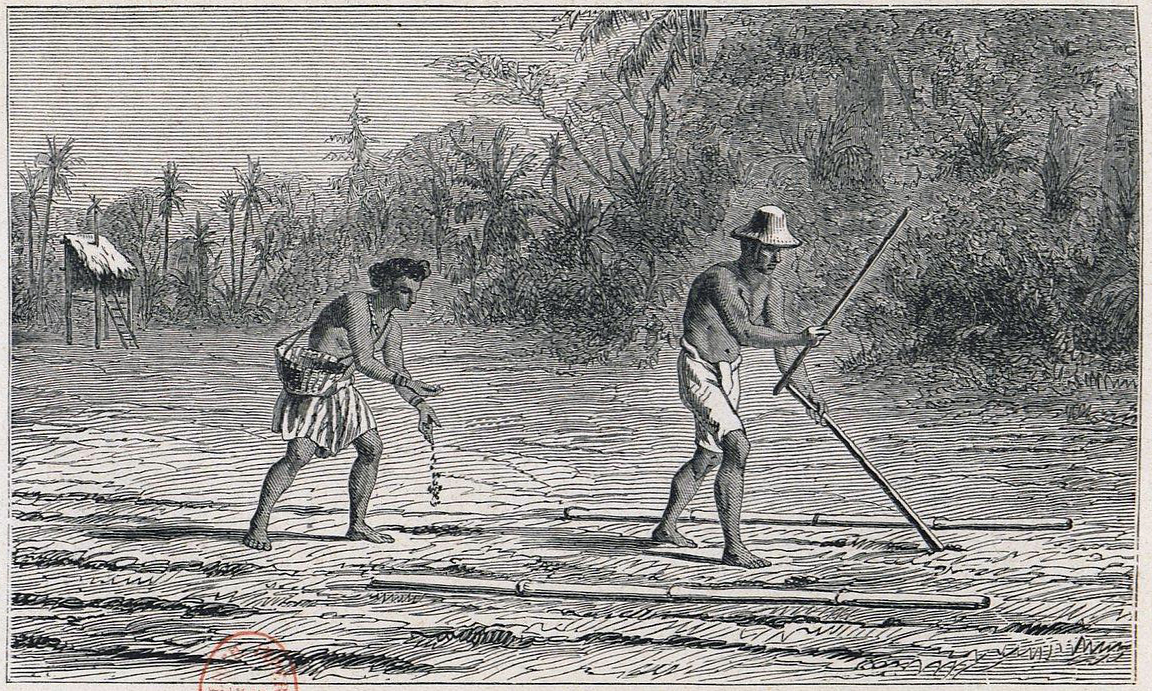
Сільськогосподарські роботи в громаді стієнгів (малюнок 1868 року).

Основним заняттям стієнгів є підсічно-вогневе землеробство. Основною продовольчою культурою є рис. Вирощують також кукурудзу, солодку картоплю, маніок, квасолю, дині, гарбузи тощо.
Важливе значення в повсякденному житті народу відіграють також мисливство, рибальство, збирання дикорослих фруктів, бульб, овочів.
У домашній господарствах тримають свиней, курей, качок, іноді буйволів. Домашні тварини та птиця вільно ходять селом.
Розвинені домашні ремесла: плетіння, ткацтво, ковальство, гончарство.

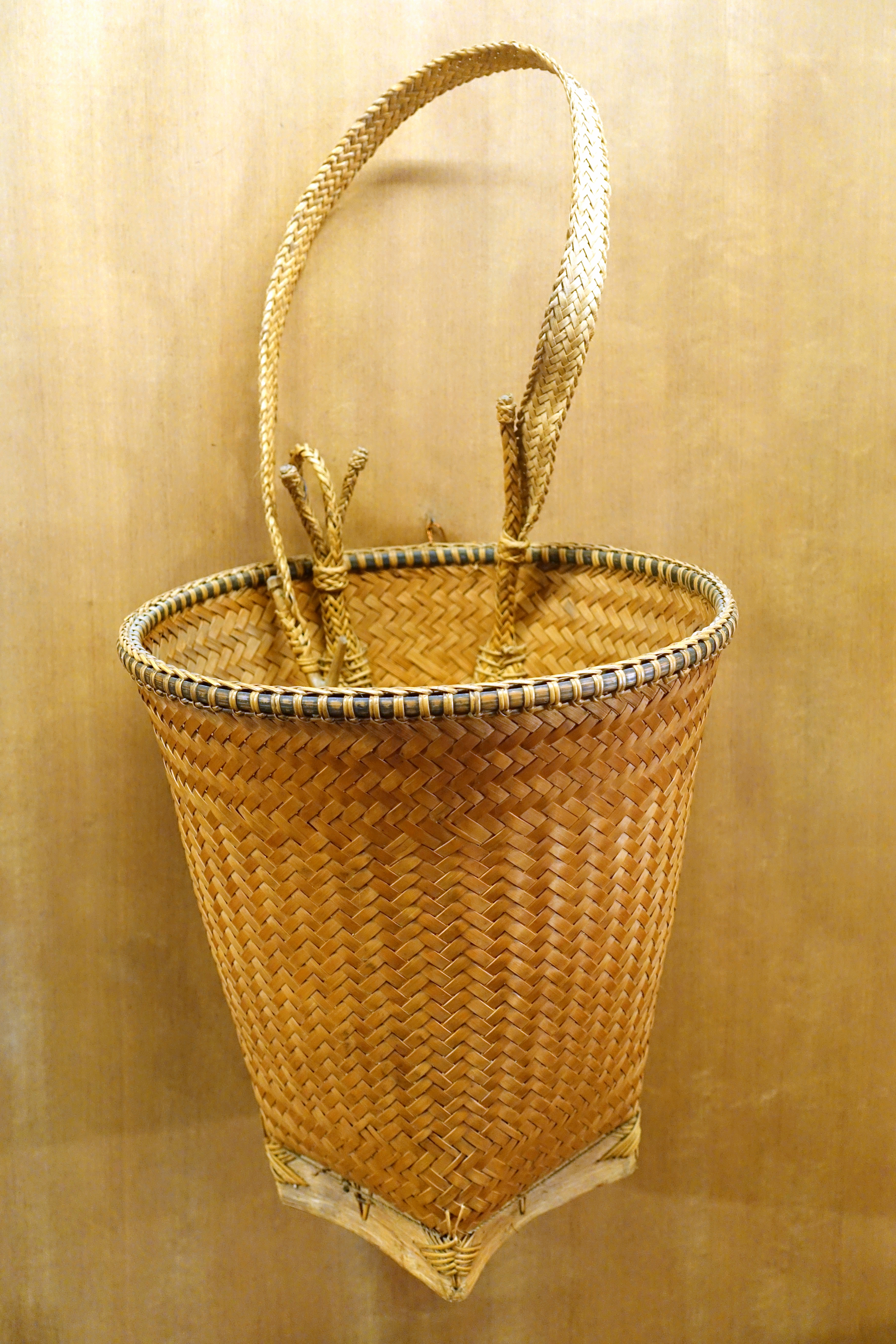
Кошик для збирання врожаю (стієнги-було).

## Суспільство
Основною одиницею стієнзького суспільства є сільська громада (бон). Крім житлових кварталів у володінні громади перебувають сільськогосподарські угіддя, ділянки лісу, гір, струмки, болота. Сусідні села визнають і поважають чужі володіння.
У кожному селі буває щонайменше дві родові групи, кожна з них проживає в одній або двох довгих хатах. Загалом у селі може налічуватись до десяти таких довгих хат. У кожній з них проживає до 100 осіб, пов'язаних між собою кровними зв'язками (розширена сім'я). Розширена сім'я складається з окремих нуклеарних сімей, які є самостійними господарськими одиницями. Кожна з них має власну сільськогосподарську ділянку та виробничі знаряддя, харчується окремо від інших сімей. Кожна довга хата має свого старійшину.
Головою села є томбон (сільський голова), який обирається членами громади з числа голів родових груп. У своїй діяльності томбон спирається на раду старійшин. Сільський голова повинен бути людиною похилого віку, добре знайомий із звичаями групи, мати досвід у сільському господарстві й життєвих ситуаціях. Ця людина також повинна мати хороші зв'язки з іншими селами та вміти захищати інтереси своєї громади. Він відповідає за облік та управління лісами на території свого села, проводить консультації з родинами та їх головами стосовно поділу землі між родами та окремими сім'ями, здійснює суд над порушниками звичаєвих норм і правил, за потреби збирає селян для боротьби зі сторонніми.
Суспільство стієнгів є патріархальним. Соціальна диференціація не пустила тут глибокого коріння.
В принципі, стієнги є моногамними, але полігамія є прийнятною. Розлучення трапляються рідко, оскільки вони вимагають сплати великого штрафу. Великим штрафом карається також перелюб.
Молодь вільна вибирати собі подружжя, але шлюб повинен отримати батьківську згоду. У стієнгів заборонені шлюби між людьми з одної родової групи. Кровозмішення вважається серйозним злочином і суворо карається.

## Поселення
Стієнги ставлять свої села зазвичай біля річки. Село оточують з усіх боків парканами та ровами, щоб запобігти вторгненню диких тварин та незнайомців.
Традиційна хата (пог) ставиться на дерев'яних палях. Довжина хати залежить від кількості сімей, що в ній проживає: для трьох-чотирьох сімей вона становить 30-40 м, для п'яти-шести сімей може сягати 50-60 м, але такі хати стали рідкісними. Головні двері розташовані на одній з бокових сторін, інші — з фронтального боку. Матеріали для будівництва (деревина, бамбук, ротанг і солома) беруть у сусідньому лісі. Стіни роблять з очерету, дах криють соломою.
Хата поділяється на дві частини: для сну та проживання. Кожна сім'я має власне вогнище.

## Побут

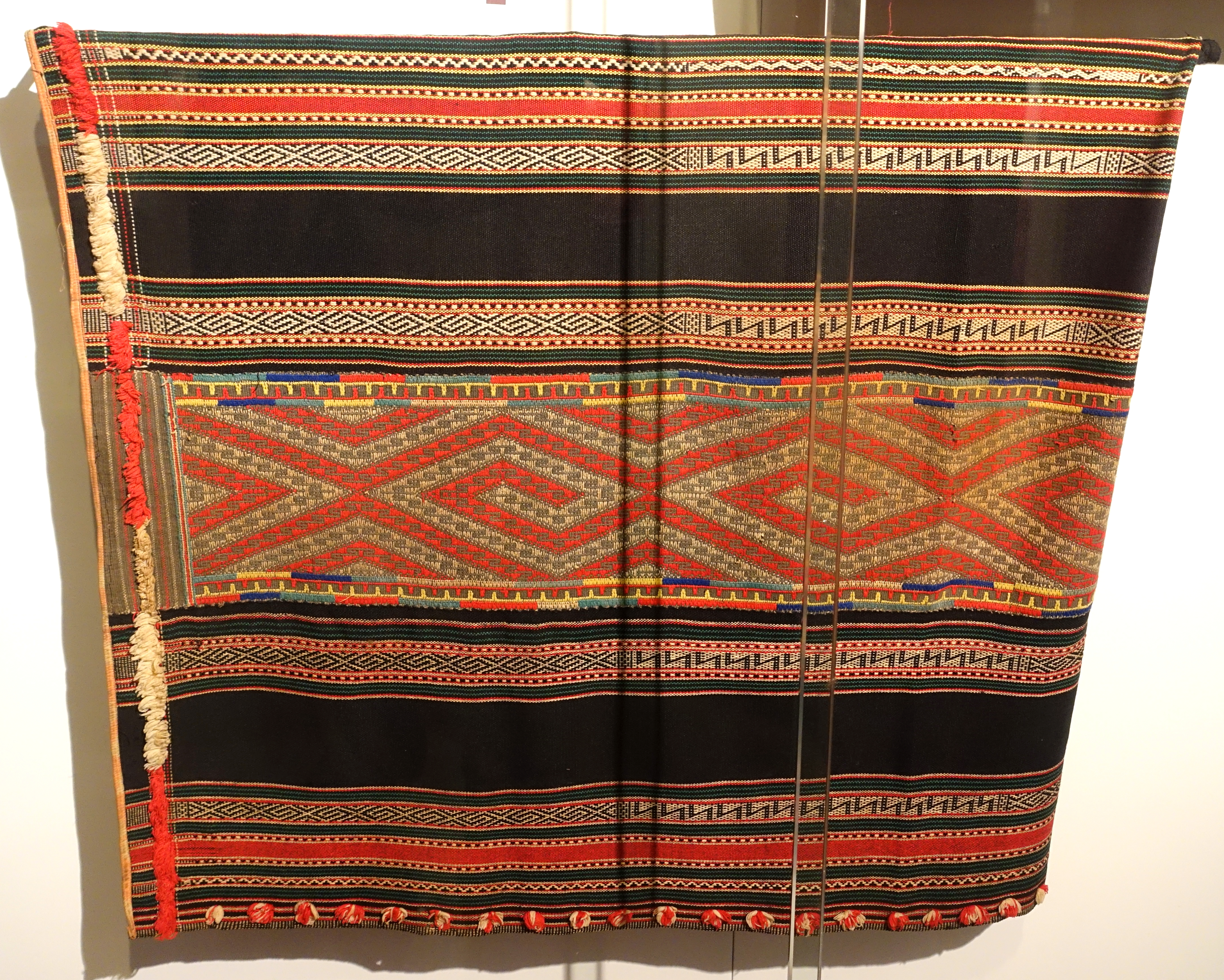
Жіноча спідниця з домотканого полотна.

Традиційний одяг стієнгів дуже простий — чоловіки носять пов'язки на стегнах, а жінки спідниці. Верхня частина тіла лишається голою. Коли холодно, вкривають себе накидками. Чоловіки й жінки зв'язують волосся у вузол. Поширені різні види браслетів, сережки та намиста, зроблені з дерева або слонової кістки. Діти носять на щиколотках брязкальця.
В останні кілька десятиліть, завдяки частим контактам з іншими етнічними групами, особливо з в'єтнамцями, костюм стієнгів зазнав серйозних змін.
Традиційні продукти харчування: рис, овочі, риба та м'ясо. Стієнги люблять вживати алкоголь, який самі готують.
Збереглися звичаї підпилювання зубів та розтягування мочок вуха.

## Вірування
Традиційна релігія стієнгів — анімізм. Проте зараз близько 75 % їх у В'єтнамі сповідує християнство. У той же час у Камбоджі 90 % стієнгів продовжують дотримуватись традиційних вірувань.
Стієнги вірять в існування численних божеств і духів. На їх честь проводять щорічні ритуали. Шанують богів сонця, місяця, вітру, дощу, грози, блискавки та гір.
Дотримуються деяких табу. Зокрема, існує система заборон, пов'язаних із заснуванням нового поселення, народженням дітей, шануванням предків. Протягом семи днів після побудови нового селища стороннім не дозволяється входити до нього. Протягом цього періоду мешканцям села також не дозволяється готувати їжу всередині житла, переміщати реманент, засипати рис тощо. Стієнги вважають, що село повинно спочатку «заспокоїтись».
Похорони проводять за межами села, труну з померлим не дозволяють заносити в поселення. Крім того, стієнги не мають звичаю відвідувати могили померлих.
Народження дитини також супроводжується дотриманням певних табу. Під час пологів жінка має перебувати в лісі та ще й на самоті. Дитина отримувала ім'я лише після того, як люди впевняться, що вона не хвора.

## Духовна культура
Головні свята стієнгів — Новий рік і свято нового врожаю рису. Три важливих церемонії, пов'язані із землеробством, відповідають трьом етапам вирощування рису: полнонг (pol-nong) — церемонія вибору ділянки для землеробства, брогба (broh-ba) — молитва за хороший урожай та пубакхієу (pu-ba-khieu) — церемонія нового рису. Під час їх проведення люди висловлюють подяку богам. Найбільшим виявом такої подяки вважається жертва буйвола.
Існують також різні церемонії, пов'язані з головними подіями в житті: народження, місяць від народження, рік від народження, надання імені, весілля, хвороба, смерть.
Могили стієнги прикрашають поховальною хаткою, де містяться предмети, які, як вважається, потрібні померлим на тому світі. Деякі з цих предметів спалюють, це означає, що вони тепер належать до іншого світу й остаточно залишаться з померлим.
Фольклор представлений епосом, міфами, етногенетичними легендами, казками. Епічні твори розповідають у стилі тампот, що є комбінацією співів та речитативу. Стієнги вважають прабатьком свого народу легендарного героя їхньої історії на ім'я Діенг. Деякі етнологи пов'язують із цим іменем назву народу.
Стієнги мають оригінальні народні музичні інструменти, серед яких гонги, різні роги, флейти, барабани. Улюбленим інструментом є гонг. Традиційні мелодії прості й короткі, вони відтворюють звуки потоку, вітру, птахів та інших природних явищ.